# Miagrammopes lehtineni
Miagrammopes lehtineni är en spindelart som först beskrevs av Jörg Wunderlich 1976.  Miagrammopes lehtineni ingår i släktet Miagrammopes och familjen krusnätsspindlar.
Artens utbredningsområde är Queensland. Inga underarter finns listade i Catalogue of Life.